# Lana Del Rey (EP)
Lana Del Rey là đĩa mở rộng của nghệ sĩ thu âm người Mỹ Lana Del Rey, phát hành vào ngày 10 tháng 1 năm 2012 tại Mỹ. Đĩa EP giành được vị trí 20 trên bảng xếp hạng Billboard 200.

## Thông tin
Album gồm 4 ca khúc, "Video Games", "Born to Die", "Blue Jeans" và "Off to the Races", tất cả đều nằm trong album phòng thu thứ hai của cô mang tên Born to Die.

## Danh sách ca khúc
| STT | Nhan đề            | Thời lượng |
| --- | ------------------ | ---------- |
| 1.  | "Video Games"      | 4:41       |
| 2.  | "Born to Die"      | 4:45       |
| 3.  | "Blue Jeans"       | 3:30       |
| 4.  | "Off to the Races" | 5:01       |

## Xếp hạng
| Bảng xếp hạng (2012)            | Vị trí cao nhất |
| ------------------------------- | --------------- |
| Canada (Canadian Albums Chart)  | 18              |
| Mỹ Billboard 200                | 20              |
| Mỹ Billboard Alternative Albums | 6               |
| Mỹ Billboard Rock Albums        | 6               |

## Lịch sử phát hành
| Quốc gia | Ngày                | Định dạng       | Hãng đĩa |
| -------- | ------------------- | --------------- | -------- |
| Mỹ       | 10 tháng 1 năm 2012 | Tải kỹ thuật số | XL       |